# The Voice 106,1 Malmö
The Voice 106,1 Malmö är en skånsk radiostation, en av två stationer som har licens för att sända privat lokalradio ifrån Lund. Sändningarna går även att höra via mediaspelare på nätet.  Sedan mars 2006 ingår stationen i The Voice-nätverket och sänder under större delen av dagen ut dess nationella program.
Frekvensen 106,1 Lund auktionerades ut den 6 december 1993. Vinnare blev Big Radio AB som fick betala 2 350 000 kronor om året för frekvensen. Big Radio hade sedan juli 1993 sänt på Kävlinge kommuns närradiofrekvens 96,1. Namnet kom av att huvudfinansiären även stod bakom resebyrån "Big Travel" i Lund.
Big Radio började sända på sin nya frekvens 106,1 den 14 januari 1994. Första låten som hördes var Love is in the Air. Stationen stötte dock snart på ekonomiska problem. Av de fyra stationer som sände i Malmö/Lund-regionen, betalade Big Radio högst koncessionsavgift och hade heller ingen koppling till ett nationellt nätverk. Därför såldes stationen så småningom till Bonniers. I maj 1995 uppgick stationen i Megapolnätverket och blev till "106,1 Megapol". Produktionen flyttade från Lund till Malmö.
Megapol bytte 1997 namn till Mix Megapol. Den kommersiella radion konsoliderades så småningom alltmer. I september 2003 slogs Bonnier och SBS ihop sina verksamheter. 106,1 Mix Megapol Skåne kom därmed att få samma ägare som tidigare konkurrenten Radio City 107,0 som hade ett snarlikt format.
De två stationerna fortsatte dock sida vid sida fram till den 3 mars 2006 när SBS bestämde sig för att slå ihop stationerna. Radio City och Mix Megapol blev därmed en Mix Megapol Radio City 107,0. På Mix Megapols gamla frekvens började man istället sända The Voice.